# The Vines
The Vines je australská rocková kapela založená v roce 1994 v Sydney. Jejich styl lze popsat jako směs garage rocku z šedesátých a alternativního rocku z devadesátých let.

## První roky (1994–2000)
Počátky The Vines se datují od roku 1994, kdy kapela hrála pod názvem Rishikesh. V této době se Craig Nicholls setkal s Patrickem, když pracoval u MC Donalds. Zde si vydělával na umělecké potřeby, jelikož zastavil studium na vysoké škole a rozhodl se, že se bude věnovat umění. S Patrickem si padli do oka, protože v té době oba poslouchali Nirvanu a jiné různé skupiny. Začali společně hrát na kytaru a baskytaru.
Později se k nim připojil David, Patrickův kamarád z vysoké školy. Nejprve Craig s Patrickem hráli jen tak pro radost, co se k nim ale připojil David, začali se muzice věnovat mnohem víc zapáleně. Trio si začalo psát texty a vyvinuli se v "normální" skupinu. Jméno "Rishikesh", navrhované Davidem Olliffem, se odkazuje na indické město, kde Beatles navštívili ashram v roce 1968. Místní noviny pravidelně tiskly jméno jako "Rishi Chasms", tak Nicholls navrhl nové jméno, "Vines", jako pocta svému otci, který hrál v místní skupině Vynes. Objížděli různé párty přátel, kde hráli písničky od Nirvany a You am I.
Během příštích několika let zůstávali Vines poměrně neznámí, dokonce i v jejich rodném městě, ale začátkem roku 2001 shromáždili repertoár více než třiceti písní. Později se jim podařilo vydat první singl "Factory", jako omezený sedmipalcový singl. Tento singl se stal u NME "Single of the Week" v listopadu 2001.

## Highly Evolved(2002)
V červenci 2001 kapela odletěla do Los Angeles a začala nahrávat debutové album Highly Evolved s Robem Schnapfem. David Olliffe byl o několik měsíců později nahrazen v důsledku rostoucího rekordního zájmu společnosti a skupina měla zasedání s bubeníky jako Joey Waronker z R.E.M. Kapela se také objevila na obálce Rolling Stone v říjnu 2002 (první australská kapela, která tak učinila od roku 1983 v kategorii Men at Work) se slovy "Rock is Back: Meet the Vines". Jako kapely, "Strokes", "The Hives", "White Stripes" a "Vines" se v počátcích roku 2002 označili jako "zachránci rocku", "staré módy punk a adrenalinu".
Vydání alba zaznamenalo více kritického úspěchu, když se skupina objevila na obálce NME. Album dosáhlo čísla 11 v tabulce Billboard. Kapela hrála v show Davida Lettermana a na MTV Video Music Awards. Další singly "Get Free" a "Outtathaway!" byly vydány o něco později. Čtvrtý singl "Homesick" byl vydán pouze v Austrálii. Kapela získala v roce 2002 cenu ARIA, "Breakthrough Artist – Single" za "Get Free" a byla nominována na "Best Group", "Best Rock Album", "Best Cover Art" a "Breakthrough Artist – Album ". Highly Evolved se prodalo přes 1,5 milionu kusů a to hlavně díky distribuci Capitol Records. Koncem roku 2003 se stalo album v Austrálii platinovým.
Craig Nicholls si uvědomil, že během turné potřeboval dalšího kytaristu. Zeptal se svého dlouholetého přítele a spolužáka Ryana Griffithse, který se později stal oficiálním členem skupiny.

## Winning Days(2004)
V květnu 2003 Vines přiletěli do Bearsville, New York, nahrát své druhé album, Winning days, na které si znovu vybrali Roba Schnapfa jako producenta. V březnu 2004 bylo album vydáno a debutováno v Austrálii. Ride byla první písnička alba a byla použita v reklamě na Nissan a iPOD. Turné pokračovala. Vines byli podporováni skupiny Jet a The Libiny End na australském turné. Jenže nebylo všechno tak růžové po celou dobu jejich vystupování. Craig začal hrát písně nevyzpytatelných chodů, hrál mizerně a dokonce na vystoupení pro Triplě M radio v Sydney Annandale nakopl fotografa.
Díky tomu musela skupina na chvíli přestat s vystupováním a výdělky skupiny klesly. Pověsti pokračovaly, když se Patrick rozhodl připojit ke skupině Youth Group. Craigovi byla zjištěna diagnóza Aspergerova syndromu. Když diagnóza vyšla najevo, bylo Craigovi napůl prominuto a skupina se snažila dohnat pauzu.

## Vision Valley(2006–2007)
V polovině roku 2005 skupina oznámila, že pracují na 3. albu s producentem Waynem Connolym. Jelikož jim chyběl basista Patrick, zaskočil za něj Andy Kent z You am I. V listopadu vedení skupiny publikovalo všechny hotové nahrávky. Jedna, která však ještě nebyla hotová, se dostala na internetové stránky a ačkoliv nebyla hotová, ani pojmenovaná obsahovala vodítko hlasů a nástrojů. Vedení se tedy rozhodlo požádat o stažení písně z míst, kde byla nalezena.
První písnička "Don't listen to the radio" byla vydána jako digitální stáhlá píseň na iTunes v březnu 2006 a byla použita na soundtrack pro videohru FlatOut 2 a "Gross out" byla k dispozici ke stažení o měsíc později. Nové album neslo název Vision Valley, které bylo vydáno v dubnu 2006. Bylo zaplněno krátkými, ale zvučnými písničkami. Také celý mix trvá něco málo přes půl hodiny. "Anysound" byla 2. oficiální singl z alba a animovaný klip režíroval Olivier Gondry, který byl exkluzivně vydán prostřednictvím Youtube. "Dope Train" byl vydán jako třetí singl s hudebním videem složeným ze živých záběrů kapely z festivalu Big Day Out v roce 2007.
19. 6. 2006 měli Vines tajné vystoupení v Sydney Annandale Hotel pod názvem "Joe Dirt". Rozhoupali publikum a oznámili, že jsou připraveni znovu účinkovat. Skupina mělá již nového baskytaristu, Brada Healda.
23. 7. 2006 se dostavili jako záhadní hosté na Splendour in the Grass festivalu v Austrálii. Jejich sestava, kterou vyvrcholila Craigova burácející znělka na kytaru a Hamishovo mlácení do bubnů, byla bouřlivě přijata.
Vines byli také odhaleni jako "speciální hosté" v rubrice na Radio 1 na představení Reading and Leeds Carling Weekend 2006. Turné k albu Vision Valley pokračovalo až do roku 2007.

## Melodia(2008)
Po turné k albu Vision Valley podepsali Vines smlouvu s Ivy League Records. První singl, který předcházel albu Melodia, byl "He's a Rocker", který byl vydán prostřednictvím iTunes 3. června 2008 spolu se dvěma bonusovými stopami. "MerryGoRound" byl vydán jako následný singl pro rádiové vysílání v Austrálii v srpnu 2008. "MerryGoRound" dostal pouze podporu od Triple J rádia. "Get Out" byl vydán jako třetí singl v září 2008 pro rozhlasové vysílání. Píseň "Get Out" se objevila v herním soundtracku Midnight Club: Los Angeles, který byl vydán koncem října 2008 na herních platformách Xbox 360 a PlayStation 3. Tento rok hráli Vines například v USA, na Novém Zélandu a také v Jižní Koreji na Pentaport Rock Festivalu. V listopadu 2008 byli Vines oznámeni na line–up pro festival Big Day Out 2009, ale nakonec skupina vystoupení zrušila.

## Future Primitive(2009–2012) a odchod dvou členů ze skupiny
Nahrávání začalo počátkem roku 2010. Vines hráli koncerty toho roku, včetně v hotelu Annandale 23. června, kde debutovali nové skladby "Future Primitive", "Gimme Love" a "Black Dragon". Dále hráli na Splendour In The Grass 1. srpna a na singapurském hudebním festivalu Singfest. Album Future Primitive vyšlo 3. června 2011. Bylo vydáno u Sony Music Australia. K albu následovalo turné, včetně vystoupení na Splendour in the grass festivalu v Austrálii. Dne 26. listopadu 2011 kolovaly na Facebooku zvěsti o tom, že skupina "vyhodila" dva ze svých členů, bubeníka Hamishe a kytaristu Ryana. Na hudebním festivalu Homebake 2011 se Vines objevili ve tříčlenné sestavě: Nicholls, Heald a zaskakující bubeník Murray Sheridan.
Craigova sestra a manažerka skupiny Jess Nicholls také potvrdila jejich odchod prostřednictvím oficiálního fóra kapely: "Kdyby někdo z vás byl včera na vystoupení Vines na Homebake, jsem si jistá, že můžete souhlasit, že výkon byl úžasný a zněl lépe než kdy předtím. Kapela se rozhodla vrátit zpět na tříčlennou sestavu, jako začínali. Vím, že budete mít pravděpodobně spoustu otázek, ale nebojte se, to není v žádném případě konec Vines!"
Dne 16. března 2012 Rosser na webu Faster Louder oznámil, že se připojil k australské rockové skupině Wolfmother jako nový bubeník. Také tvrdil, že skupina se "rozpadla", ačkoli "Craig bude vždycky psát skvělou hudbu v budoucnu a pokračovat pod názvem Vines."

## Wicked Naturea White Shadows (2012–2015)
Dne 30. března 2012 změnila skupina na Facebooku svůj profilový obrázek, kde byl na fotce pouze Craig Nicholls, což naznačuje, že zůstal jediným zbývajícím členem skupiny. Brad Heald potvrdil svůj odchod z kapely v roce 2012. Nová tříčlenná sestava skupiny Craig Nicholls, bubeník Lachlan West a basista Tim John ze skupiny The Griswolds vstoupila do studia 301 Studio Sydney natočit své šesté album. Mixování bylo dokončeno na konci roku 2012. Dne 18. dubna 2013 vedení skupiny Parker & Mr French oznámilo prostřednictvím své stránky Tumblr, že "nový materiál Vines je určitě na cestě."
Dne 3. června 2014 byla na oficiální stránce Facebooku nahrána nová tisková zpráva s novou sestavou, stejně jako nová titulní fotka obsahující aktualizovanou verzi původního loga kapely.
Začátkem července 2014 Vines vytvořili stránku PledgeMusic pro svoje šesté album Wicked Nature, které obsahuje 2CD. Jediný singl z tohoto alba je píseň "Metal Zone", ke které byl natočen videoklip, kde jsou Vines v tříčlenné sestavě, včetně Craiga s nakrátko ostříhanými vlasy.
Na jaře roku 2015 bylo oznámeno, že Craig Nicholls založil boční projekt White Shadows, který se zaměřil na elektronickou hudbu. Debutové album s názvem Secret of Life bylo vydáno v tomto roce. Jeho hlavní singl "Give Up Give Up Give In" byl vydán 9. dubna 2015 s hudebním videem. Na albu se podílelo více než 70 různých muzikantů.

## In Miracle Land(2016–současnost)
Dne 25. března 2016 skupina změnila svůj profilový obrázek na Facebooku na logo kapely. Spolu s tím přišel nový příspěvek představující snímek Craiga ve studiu s kytarou s titulkem "Album č. 7 brzy ..." 1. dubna 2016 byl vydán první singl "In Miracle Land".
V říjnu 2016 zahráli Vines v Austrálii tři koncerty na podporu nadcházejícího alba. Během turné debutovaly nové skladby "Hate the Sound", "I Wanna Go Down", "Broken Heart", "Sky Gazer" a "Gone Wander".
V červnu roku 2017 bylo oznámeno, že album Highly Evolved bude znovu vydáno na vinyl díky 15. výročí.
V květnu 2018 bylo na facebooku oznámeno, že se Vines připojí ke skupině Jet jako předkapela v klasické sestavě Nicholls, Matthews, Griffiths a Rosser pouze pro dva koncerty v Sydney.
30. května 2018 bylo oficiálně ohlášeno sedmé studiové album In Miracle Land, které vyšlo 29. června.

## Diskografie
- Highly Evolved (2002)
- Winning Days (2004)
- Vision Valley (2006)
- Melodia (2008)
- Future Primitive (2011)
- Wicked Nature (2014)
- In Miracle Land (2018)

## Členové skupiny
Současní členové
- Craig Nicholls – kytara, zpěv (1994–současnost)
- Hamish Rosser – bicí (2002–2011, 2018, 2023–současnost)
- Ryan Griffiths – kytara, zpěv (2002–2011, 2018, 2023–současnost)

Bývalí členové
- David Oliffe – bicí (1994–2002)
- Tim John – baskytara (2012–2018)
- Lachlan West – bicí (2012–2018)
- Hamish Rosser – bicí (2002–2011, 2018)
- Patrick Matthews – baskytara (1994–2004, 2018)
- Ryan Griffiths – kytara, zpěv (2002–2011, 2018)
- Brad Heald – baskytara, zpěv (2006–2012)
- Andy Kent – baskytara (2006)
- Murray Sheridan – bicí (2011–2012)